# Presles (Calvados)
Presles (Ausspracheⓘ) ist eine ehemalige französische Gemeinde mit zuletzt 282 Einwohnern (Stand: 1. Januar 2013), den Preslois, im Département Calvados in der Region Normandie.
Am 1. Januar 2016 wurde Presles im Zuge einer Gebietsreform zusammen mit 13 benachbarten Gemeinden als Ortsteil in die neue Gemeinde Valdallière eingegliedert.

## Geografie
Presles liegt rund 10 Kilometer nordöstlich von Vire-Normandie.

## Bevölkerungsentwicklung
| Jahr                             | 1793 | 1836 | 1876 | 1926 | 1946 | 1968 | 1990 | 2013 |
| Einwohner                        | 656  | 661  | 502  | 318  | 269  | 300  | 254  | 282  |
| Quelle: Cassini, EHESS und INSEE |      |      |      |      |      |      |      |      |

## Sehenswürdigkeiten
- Kirche Notre-Dame aus dem 19. Jahrhundert

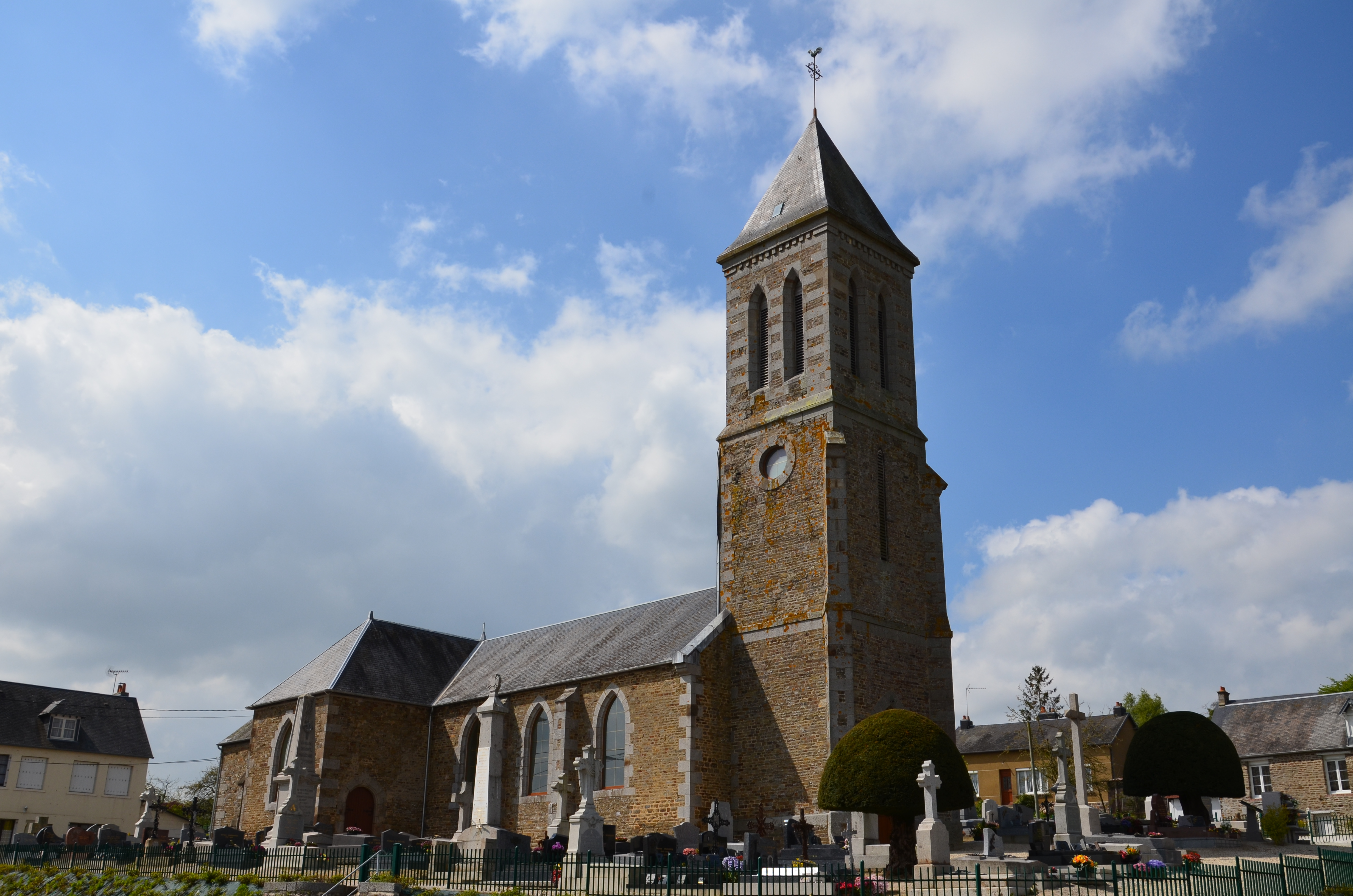
Kirche Notre-Dame

- Schloss aus dem 18. Jahrhundert